# Hlava XXII
Hlava XXII (anglicky Catch-22) je první a nejznámější román amerického spisovatele Josepha Hellera, vydaný roku 1961. Jde o jeden z nejvýznamnějších protiválečných románů 20. století, kritici ho často přirovnávají k Haškovým Osudům dobrého vojáka Švejka. Pojednává o osudech a zážitcích posádky fiktivní americké letecké základny na středomořském ostrůvku Pianosa za druhé světové války a prostřednictvím černého humoru a vršení absurdních situací kritizuje krutost a nesmyslnost války a odlidštěnost armádní byrokracie. Heller při psaní uplatnil vlastní zážitky z půlroční služby na bombardéru B-25 (roku 1944).
Kniha byla převratná v pohledu na americkou armádu a válečné úsilí, neboť namísto obvyklé glorifikace (jednotlivců nebo celku) ji zesměšňovala a na scénu uváděla vesměs jen antihrdiny různého ražení. Její prodej a popularita velmi narostly vlivem vietnamské války, která byla americkou společností přijímaná velmi podobně jako zpodobňovala válku Hlava XXII. Již roku 1970 knihu zfilmoval Mike Nichols podle adaptace Bucka Henryho. Práva k natáčení se pokoušel získat i Orson Welles, který si pak alespoň v Nicholsově snímku zahrál menší roli.

## Struktura
Kniha je členěna na 42 kapitol, které se zpravidla nazývají podle některé z mnoha postav románu, podle některých i opakovaně. Ačkoliv má kniha hlavního „hrdinu“ a zastřešující dějovou linii (kapitán Yossarian a jeho snaha přežít), je spíše sledem jednotlivých více či méně provázaných zápletek a situací. Je zalidněna velkým množstvím postav srovnatelného významu, které doplňuje už jen stafáž „domorodců“ (vesničanů z Pianosy nebo obyvatel Říma). Nepřítel (Němci) se v ději přímo nevyskytuje vůbec.
Chronologicky se román posunuje vpřed za častých odboček do minulosti, které postupně ukazují dosud neznámé zážitky a motivace postav. Charakteristická je cyklicky připomínaná scéna se Snowdenem, která je v úplnosti vyjevena až v předposlední kapitole před závěrečnou katarzí.

## Děj
Hlavní postavou je kapitán Yossarian (syn syrských přistěhovalců, nebo spíše Arménů; v knize je nadřízenými někdy přezdíván „Asyřan“), který se snaží uniknout letecké povinnosti, protože si uvědomuje, že riskuje život, který pro něho znamená víc než vlast. Děj se odehrává zejména na ostrově Pianosa ve Středozemním moři, kde sídlí americká 256. bombardovací letka. Část děje se odbývá také v Římě, kam vojáci občas jezdí na dovolenou. Yossarian slouží jako bombometčík na bombardérech B-25 Mitchell a v cestě domů mu brání především Hlava XXII vojenského řádu. Ta mimo jiné říká, že letecké povinnosti může být zbaven ten, kdo je uznán za psychicky narušeného, a zároveň požádá o uvolnění. Ovšem to, že o uvolnění požádá, svědčí o jeho psychickém zdraví, takže být uvolněn nemůže: to staví celou zápletku do absurdní roviny. Výraz Hlava XXII se stal jako označení takové logicky neřešitelné situace součástí běžného jazyka.
Absurdita a nelidskost celé situace vysvítá rovněž z přístupu důstojníků k válce. Jejich chování má zajistit buď bezúčelné plnění rozkazů, posílení vlastního postavení a popularity bez ohledu na bojový úspěch (natož na životy svých podřízených), nebo případně ekonomický zisk. Příkladem je snaha plukovníka Cathcarta, aby pumy při náletech padaly co nejblíž od sebe, protože letecké snímky pak vypadají nejlépe, a to bez ohledu na úspěšnost samotné bojové akce. Ilustrací ad absurdum vyvedeného kapitalistického pragmatismu je pak figura zásobovacího důstojníka Mila Minderbindera, který obchoduje s vlastní armádou i s nepřítelem a v důsledku získává větší moc než samotná generalita. Podobně nepřiměřený vliv ve svých rukou soustředí také „bývalý svobodník“ Wintergreen, který byl sice opakovaně degradován pro pokusy o dezerci, ale díky své funkci správce pošty získává kontrolu nad informacemi předávanými mezi veliteli.
Yossarian vidí každý den umírat či mizet své přátele i další oběti nesmyslné války, denně bojuje s vojenskou byrokracií a s nelogickými předpisy. Válka je popsána jako absurdnost, v níž není lidský život důležitý, jde jen o čísla, rozkazy, dobyté kóty. Yossarian se záměrně chová jako blázen, občas se pokouší o recesi a snaží se za každou cenu dostat domů. Často pobývá v nemocnici se simulovanými nemocemi, aby se vyhnul výkonu služby. Po návratu z nemocnice obvykle zjistí, že plukovník Cathcart opět zvýšil počet povinných letů (misí), a uvědomí si, že schováváním svůj pobyt v armádě jen prodlužuje. Podléhá panickému strachu, že válku nepřežije, a při náletech se jen snaží vyhnout protiletecké palbě nepřítele. Tato v podstatě zbabělá taktika mu paradoxně přináší nečekané úspěchy a dokonce má být vyznamenán válečným křížem; poctu si však pokazí tím, že k dekorování se dostaví nahý.
Když je počet letů opět zvýšen, odmítne se jich dál zúčastňovat. Nadřízení si s ním už nevědí rady, a tak mu nabídnou, že ho propustí, pokud bude armádu všude chválit. Yossarian nejdřív na tuto dohodu přistoupí, později si to ale rozmyslí, protože jedinou možnost záchrany vidí v útěku. Za pomoci jednoho z nižších důstojníků a vojenského kaplana uprchne, aby se pokusil doplout na člunu do neutrálního Švédska. Naději mu do žil vleje informace, že jeho kamarádu Orrovi se to podařilo.
Vyšší důstojníci jsou z drtivé většiny ukazováni jako ješitní intrikáni, případně naprostí blázni – například důstojník Scheisskopf (německy „Sráč“) se vůbec nezajímá o válku, ale pouze o vojenské přehlídky (přesto je během románu postupně povýšen z poručíka až na generála), zatímco jeho žena spí s nižšími důstojníky; plukovník Cathcart neustále zvyšuje počet povinných bojových letů a vše podřizuje snaze o co nejlepší fotografie z akce; generál Dreedle chce dát popravit majora Danbyho jen za to, že omylem porušil nařízené ticho – zabrání mu v tom jen zjištění, že na to nemá právo. Různou měrou absurdně nebo nelidsky si počínají i mnohé další postavy – poručík Minderbinder neváhá pro finanční zisk svého syndikátu nechat bombardovat vlastní základnu; major Major Major Major (křestní jména dostal od otce bez vědomí matky a díky jeho jménu mu armádní počítač přidělil i hodnost majora) trpí pro své jméno těžkým strachem z lidí, takže ho vojáci smějí navštěvovat, jen když není přítomen (opět příklad „Hlavy XXII“); McWatt, pilot Yossarianova letadla, se rád předvádí, a jednou při nízkém přeletu nad pláží omylem zabije kamaráda, načež nalétne na útes a spáchá sebevraždu – jelikož je v posádce letadla falešně zapsán také doktor Daneeka (aby plnil povinný počet letových hodin), je od té chvíle považován za mrtvého, ačkoliv se marně snaží přesvědčit byrokratickou mašinérii o opaku.

## České a slovenské překlady
Do češtiny román přeložil Jaroslav Chuchvalec, jeho překlad vyšel v roce 1964 a znovu o tři roky později:
- HELLER, Joseph. Hlava 22. Přeložil Jaroslav Chuchvalec. 2. vyd. Praha: Naše vojsko, 1967. 451 s. cnb000422478.

Nový překlad pořídil Miroslav Jindra (Odeon, 1979) a v tomto překladu je román opětovně vydáván:
- HELLER, Joseph. Hlava 22. Přeložil Miroslav Jindra. Osmé vydání, v Plusu první, revidované. V Praze: Plus, 2016. 522 stran. ISBN 978-80-259-0527-2.

Překlad do slovenštiny:
- HELLER, Joseph. Hlava XXII. Přeložil Dušan Janák. 3. vyd. Bratislava: Pravda, 1989. 520 s.

## Přenesený význam
Jak se Hellerův román postupem času stal známý, získala fráze Hlava XXII význam označení pro situaci, kdy má člověk výběr, ale žádné rozhodnutí nevede k úspěchu.

## Pokračování
K zestárlým postavám Hlavy XXII se Heller vrátil na sklonku života v románu Zavíráme! (angl. Closing Time), který vyšel v roce 1994.

## Filmové a televizní adaptace
- Hlava 22 (Catch-22), americký film z roku 1970. Režie: Mike Nichols, hrají: Alan Arkin, Martin Balsam, Richard Benjamin, Art Garfunkel, Jack Gilford, Buck Henry, Bob Newhart, Anthony Perkins, Paula Prentiss
- Hlava 22 (Catch-22), americký seriál z roku 2019. Jeho autory jsou Luke Davies a David Michôd, režie se ujali George Clooney, Grant Heslov a Ellen Kuras, každý po dvou epizodách. Hrají: Christopher Abbott, Kyle Chandler, Hugh Laurie, George Clooney